# Steve Lane
Stephen Evans Lane (7 november 1921 – 22 augustus 2015) was een Britse jazzkornettist, arrangeur, componist, orkestleider en producent van de hot jazz.

## Biografie
Lane studeerde af aan de Latymer School in Edmonton (Londen) en werkte daarna in Acton bij CAV-Bosch, een autoleverancier. Hij speelde eerst gitaar en stapte daarna over op de kornet. Vanaf het begin van de jaren 1950 leidde hij de Southern Stompers, waar Cyril Davies als banjospeler werkte. Deze band speelde in de stijl van Jelly Roll Morton en trad op in de Ealing Jazz Club, die hij leidde. Daarna leidde hij zijn Red Hot Peppers en de VJM Washboard Band, die hij beiden meer dan 50 jaar leidde en met wie hij ook opnam. Hij nam ook op met het Halcyon Dance Orchestra, dat bestond uit de instrumentalisten van de Southern Stompers, maar speelde in een andere stijl. Hij is ook sinds 1960 een van de producenten van VJM Records (naast Brian Rust en John Wadley). Hij produceerde onder meer Ken Colyer, Speckled Red en Steve Miller. Zijn composities zijn onder meer opgenomen door Diane Schuur.

## Overlijden
Steve Lane overleed in augustus 2015 op 93-jarige leeftijd.

## Discografie
- 1969: Steve Lane's Southern Stompers met Michèle Just Gone (Major Minor)
- 1982: Steve Lane's Famous Southern Stompers Snake Rag (Stomp Off)
- 1987: Steve Lane and the Famous Red Hot Peppers met Michele Red Hot Peppers (VJM)